# Taufik Hidayat
Taufik Hidayat (sinh ngày 20 tháng 3 năm 1993) là một lông thủ người Indonesia hiện tại thi đấu ở vị trí hậu vệ cho câu lạc bộ tại Liga 1 Bali United.

## Sự nghiệp

### PSIS Semarang
Câu lạc bộ chuyên nghiệp đầu tiên của Taufik Hidayat là PSIS Semarang. Từ năm đầu tiên, Taufik thường là sự lựa chọn đầu tiên của huấn luyện viên. Trong vụ "Sepak Bola Gajah" năm 2014, Taufik bị cấm thi đấu 5 năm và bị phạt 50 triệu Rp. Nhưng sau đó năm 2017 thông qua Number 009/Kep/PK-PSSI/I/2017 được ký ngày 10 tháng 1 năm 2017, tình trạng của Taufik và 9 cầu thủ khác và 3 trọng tài được PSSI phục hồi.

### Bali United
Ngày 17 tháng 12 năm 2017, anh ký hợp đồng 1 năm với Bali United.